# Sibagat
Sibagat é um município de  primeira classe de renda municipal (d) na província Agusan do Sul, nas Filipinas. De acordo com o censo de 1 de maio  de  2020 possui uma população de 33 957 pessoas e 7 794 domicílios.